# Richard Röstel
Richard Röstel (1872 – desc.) foi um ginasta alemão, que competiu em provas de ginástica artística por seu país.
Em 1896, representou a Alemanha nos Jogos de Atenas na Grécia. Na ocasião, venceu as disputadas das provas coletivas da ginástica. Integrante da equipe alemã ao lado de Gustav Flatow, Alfred Flatow, Georg Hilmar, Conrad Böcker, Fritz Manteuffel, Karl Neukirch, Fritz Hofmann, Gustav Schuft, Carl Schuhmann e Hermann Weingärtner, foi medalhista de ouro nas barras paralelas e na barra horizontal. Também competiu nos eventos individuais das barras paralelas, da barra fixa, do cavalo com alças e do salto sobre o cavalo, embora não tenha obtido sucesso.